# Kamil Łazikowski
Kamil Łazikowski (ur. 18 października 1978 w Łodzi) – polski producent muzyczny, muzyk, inżynier dźwięku. Członek zespołu Cool Kids Of Death (sampler, gitara elektryczna, nagrania, mix). Członek Akademii Fonograficznej ZPAV.
Autor muzyki i udźwiękowienia do filmów oraz reklam. Autor wielu nagrań, miksów oraz masteringów.
Od 2011 r. współzałożyciel ośrodka muzycznego „Bajkonur” w Łodzi, zawierającego salę do prób, scenę oraz studio muzyczne nagrodzonym w 2012 nagrodą Punkt dla Łodzi. Obecnie prowadzi autorskie studio nagrań Soyuz Studio.

## Nagrody i wyróżnienia
- Best Original Score – Oxford International Film Festival – 2007[13][14]